# Rivers állam

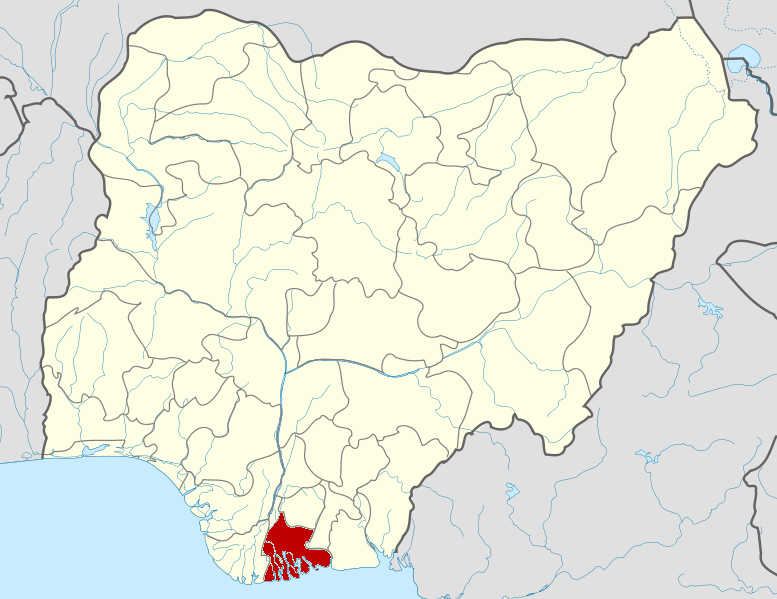
Rivers Nigéria államtérképén

Rivers Nigéria 36 államának egyike. Fővárosa Port Harcourt. Az államot számos etnikai csoport lakja.

## Fekvése
Az állam az Atlanti-óceán partján, a Niger deltavidékén fekszik, nevét a területét átszelő számos folyóról kapta. Délről az óceán, keletről Akwa Ibom állam, északról Ibo, Abia és Anambra államok, nyugatról pedig Bayelsa és Delta államok határolják.

## Története
A britek már Nigéria 1960-as függetlenségét megelőzően is számos egyezményt kötöttek a területen élő törzsekkel, de az egységes Rivers állam csak hét évvel a függetlenség kikiáltása után, 1967. május 27-én jött létre az ország korábbi Keleti Régiójának részekre osztásakor. Néhány nappal később az új állam a Nigériától elszakadni próbáló Biafrai Köztársaság része, és ennek folytán a kibontakozó nigériai polgárháború egyik színtere lett. A háború 1970 januárjában a nigériai csapatok győzelmével és a szakadár állam felszámolásával ért véget, így Rivers állam területe ismét a nigériai kormány ellenőrzése alá került. 1996-ban Rivers állam nyugati területeinek leválasztásával létrehozták Bayelsa államot, amely így Nigéria egyik legfiatalabb tagállama lett.

## Népessége
Az államot a 2006-os nigériai népszámlálás adatai szerint körülbelül 5 185 400-an lakták. Egyes becslések szerint az állam népessége 2011-ben 6 144 673 fő lehetett.
A legnagyobb etnikai csoportok az ijaw, az ikwere, az etche, az ogoni és az egbema. A leggyakrabban beszélt nyelvek az ijaw és az ikwere.

## Közigazgatási beosztása
Az állam 23 helyi közigazgatási egységre („Local Government Area” - LGA) oszlik.
| LGA neve          | Terület (km²) | Népességszám (2006-os népszámlálás) | Közigazgatási központ | Irányítószám Code |  |
| ----------------- | ------------- | ----------------------------------- | --------------------- | ----------------- |  |
| Port Harcourt     | 109           | 541 115                             | Port Harcourt         | 500               |  |
| Obio-Akpor        | 260           | 464 789                             | Rumuodumaya           | 500               |  |
| Okrika            | 222           | 222 026                             | Okrika                | 500               |  |
| Ogu/Bolo          | 89            | 74 683                              | Ogu                   | 500               |  |
| Eleme             | 138           | 190 884                             | Ogale                 | 501               |  |
| Tai               | 159           | 117 797                             | Sakpenwa              | 501               |  |
| Gokana            | 126           | 228 828                             | Kpor                  | 501               |  |
| Khana             | 560           | 294 217                             | Bori                  | 502               |  |
| Oyigbo            | 248           | 122 687                             | Afam                  | 502               |  |
| Opobo/Nkoro       | 130           | 151 511                             | Opobo Town            | 503               |  |
| Andoni            | 233           | 211 009                             | Ngo                   | 503               |  |
| Bonny             | 642           | 215 358                             | Bonny                 | 503               |  |
| Degema            | 1011          | 249 773                             | Degema                | 504               |  |
| Asari-Toru        | 113           | 220 100                             | Buguma                | 504               |  |
| Akuku-Toru        | 1 443         | 156 006                             | Abonnema              | 504               |  |
| Abua/Odual        | 704           | 282 988                             | Abua                  | 510               |  |
| Ahoada West       | 403           | 249 425                             | Akinima               | 510               |  |
| Ahoada East       | 341           | 166 747                             | Ahoada                | 510               |  |
| Ogba/Egbema/Ndoni | 969           | 284 010                             | Omoku                 | 510               |  |
| Emohua            | 831           | 201 901                             | Emohua                | 511               |  |
| Ikwerre           | 655           | 189 726                             | Isiokpo               | 511               |  |
| Etche             | 805           | 249 454                             | Okehi                 | 512               |  |
| Omuma             | 170           | 100 366                             | Eberi                 | 512               |  |

## Élővilág
Belsőbb területein trópusi esőerdő, az óceán felé eső részeken, a Niger deltavidékén pedig mangrovemocsár található.

## Gazdaság
Rivers ipari szempontból az ország egyik legmeghatározóbb állama, ami a területén található olajnak köszönhető. Területén két repülőtér, két tengeri kikötő és több egyetem található.

## Fordítás
- Ez a szócikk részben vagy egészben  a   Rivers State című angol Wikipédia-szócikk ezen változatának fordításán alapul.  Az eredeti cikk szerkesztőit annak laptörténete sorolja fel. Ez a jelzés csupán a megfogalmazás eredetét és a szerzői jogokat jelzi, nem szolgál a cikkben szereplő információk forrásmegjelöléseként.